# Bilæggerovn
Bilæggerovn (af nedertysk bi ≈ ved siden af) er en ovntype med indfyring fra et naborum. 
Ovnen var gerne placeret i væggen mellem køkken og opholdstuen (dørns). På den måde kunne køkkenilden genbruges til at varme stuen op. Røg kom ikke ind i stuen og ovnens tykke vægge afgav også varme efter, at ilden var gået ud.
De første ovne var murede, men i løbet af 1500-tallet kom jernovnene i brug. Jernovnene blev produceret i Norge, Småland og Tyskland. Især Skånelandene og Bornholm havde smålandske ovne, mens ovnene i Jylland og på øerne kom fra norske jernværker. Ovnpladerne blev i 1600-tallet ofte forsynet med religiøse eller historiske motiver. Senere kom også kongelige billeder til. Enkelte ovne var også af kakler. Fliserne på væggen bag ovnen kunne bl.a. være udsmykket med bibelske scener, de såkaldte bibelfliser. Ovnene blev fyret med brænde, hedetørv eller strandtræ. Under mange ovne var en lille skuffe til at tørre tøj i.  
En tilsvarende ovn, der indfyres fra samme rum, hedder en vindovn.
Ovntypen kendes også fra Carl Holsøes malerier og Vilhelm Hammershøis billede Den gamle bilæggerovn fra 1888.